# Дарко Главан
Дарко Главан (Ријека, 29. јун 1951 — Вараждин, 12. јул 2009) је био хрватски историчар уметности и музички критичар.

## Биографија
Рођен је у Ријеци, где је похађао основну и средњу школу. Дипломирао је на Одсеку историје уметности и компаративне књижевности на Филозофском факултету у Загребу, где је од 1989. до 1993. предавао на Одсеку музеологије.
Од 1978. године (с краћим прекидом 1995 — 2003) ради као кустос у Музеју Мимара и касније као водитељ односа са јавношћу. Аутор је десетак међународних и стотинак националних изложби из области сликарства, стрипа, фотографије и графичког дизајна. Његов интерес на подручју ликовне уметности су били нови медији и масовна култура, посебно стрип, плакат и дизајн (нарочито у почетку професионалне каријере).
Као музички критичар почео је да ради још као студент, од 1972. у Вјесниковој кући када објављује своје прве рок критике.
Био је важан тумач и истраживач стрипа, на пример, својим доприносима процени опуса Андрије Мауровића или полемици о тзв. „Трећој генерацији“ аутора стрипа у СФРЈ.

## Дела
- "", Дечје новине, Горњи Милановац, 1980.
- „Ништа мудро“, коаутор Дражен Врдољак, Загреб, 1981.
- The Rolling Stones - Rock'n'Roll Babilon. 1998. ISBN 978-953-6683-01-7., коаутор Хрвоје Хорват, Шарени дућан, Копривница.
- „Све је лако кад си млад“, коаутор Хрвоје Хорват, Минерва, Europapress Holding.
- „Милан Тренц: ретроспектива: стрип, илустрација, филм“, Галерија Кловићеви двори.